# ジャック・ニーナバー
ジャック・ニーナバー（Jacques Nienaber、1972年10月16日 - ）は、南アフリカ共和国のラグビー指導者。現在南アフリカ共和国代表のヘッドコーチ。

## プロフィール
- 南アフリカ・キンバリー出身[1]。
- 身長 180cm、体重 90kg
- 現役時代のポジションはフランカー(FL)[2]。

## 略歴
ウェスタン・プロヴィンス、ストーマーズ、南アフリカ共和国代表などのコーチを歴任して、2016年、マンスターのコーチに就任。
2018年、南アフリカ共和国代表のディフェンスコーチに就任。翌ラグビーワールドカップ2019で南アフリカ代表24年ぶりの優勝に貢献。
2021年、ラシー・エラスムスの後を受けて、南アフリカ共和国代表のヘッドコーチに昇格。